# Punta Aderci - Punta della Penna
Punta Aderci - Punta della Penna este o arie protejată (arie specială de conservare — SAC, sit de importanță comunitară — SCI) din Italia întinsă pe o suprafață de 317 ha, integral pe uscat.

## Localizare
Centrul sitului Punta Aderci - Punta della Penna este situat la coordonatele 42°10′42″N 14°40′41″E / 42.178472°N 14.677995°E.

## Înființare
Situl Punta Aderci - Punta della Penna a fost declarat sit de importanță comunitară în iunie 1995 pentru a proteja 4 specii de animale. Situl a fost protejat și ca arie specială de conservare în decembrie 2018.

## Biodiversitate
Situată în ecoregiunea continentală, aria protejată conține 8 habitate naturale: Pseudostepă cu ierburi și specii anuale de Thero-Brachypodietea, Dune cu vegetație ierboasă Malcolmietalia, Faleze cu vegetație de Limonium spp. endemic de pe coastele mediteraneene, Dune mobile cu vegetație embrionară, Tufărișuri halo-nitrofile (Pegano-Salsoletea), Vegetație anuală la limita mareei, Pășuni mediteraneene udate de apa mării (Juncetalia maritimi), Dune mobile de-a lungul țărmului cu Ammophila arenaria („dune albe”).
La baza desemnării sitului se află mai multe specii protejate:
- păsări (2): pescăruș albastru (Alcedo atthis), stârc pitic (Ixobrychus minutus)
- pești (1): Barbus plebejus
- reptile (1): șarpele cu patru dungi (Elaphe quatuorlineata)

Pe lângă speciile protejate, pe teritoriul sitului au mai fost identificate 16 specii de plante, 1 specie de păsări, 1 specie de nevertebrate.